# Kulturna dediščina Kosova
Kosovo je delno priznana država in sporno ozemlje na Balkanskem polotoku v jugovzhodni Evropi. Večina Kosovarjev je etničnih Albancev. Kosovo ima bogato kulturno dediščino, vključno s spomeniki, oblačili, muzeji in tradicionalno hrano.

## Spomeniki
Številni spomeniki na Kosovu izvirajo iz neolitika. Skozi zgodovino so bili številni spomeniki spremenjeni, uničeni in dodani so jim novi elementi. Obstajajo različne vrste spomenikov, ki izvirajo iz ilirskega obdobja, ki se nadaljuje z Rimskim cesarstvom, Bizantinskim cesarstvom, pozno antiko in srednjim vekom, obdobjem Osmanskega cesarstva itd. Večina zgodovinskih spomenikov je na območju mest Priština, Prizren in Peć. Spomeniki na Kosovu večinoma sestavljajo starodavna mesta, gradovi (Kule), samostani, mošeje in cerkve.
Nekateri najbolj znani spomeniki na Kosovu so:
- Starodavno mesto Ulpiana (I–VII) je bilo starodavno rimsko mesto. Mesto arheoloških izkopavanj, pri katerih so našli več predmetov. Med temi predmeti so ženska glava, moška glava, glava erosa in tragična maska.
- Samostan Visoki Dečani (1327–1335) je pomemben srbski pravoslavni krščanski samostan. Je največja srednjeveška cerkev z najobsežnejšim okrasjem fresk.
- Pećka patriarhija (1235) je srbski pravoslavni samostan. Kompleks cerkva je duhovni sedež in mavzolej srbskih nadškofov in patriarhov.
- Mošeja sultana Mehmeta Fatiha v Prištini (1461) stoji v samem središču starega mestnega jedra. Je največja in najvidnejša mošeja v Prištini. Njena kupola je bila nekoč največja v regiji. Trg pred mošejo Mbretit je bil vedno priljubljeno zbirališče.
- Hiša Prizrenske lige (1878)): eno najpomembnejših zgodovinskih najdišč na Kosovu. Je muzejski kompleks štirih stavb.

Gradovi so na Kosovu prav tako zelo pogosti. Grad Prizren, mesto in grad Artanë, ki je bilo v 13. stoletju in prej veliko trgovsko mesto, grad Kekola, starodavni dardanski grad iz bronaste dobe (1300–1100 pr. n. št.) itd.
Zaradi številnih vojn, ki jih je Kosovo preživelo v različnih letih in obdobjih, je bilo uničenih veliko spomenikov.

## Muzeji

### Kosovski muzej
Danes ima Kosovo sedem aktivnih muzejev po vsem svojem ozemlju. Muzeji so:
- Narodni muzej Kosova: Nahaja se v hiši v avstro-ogrskem slogu in vsebuje več kot 50.000 predmetov, razstavljenih v različnih paviljonih. Tukaj so tudi razstave, ki prikazujejo vsakdanje življenje ljudi v različnih regijah.
- Železniški muzej Kosova: Enosobna razstava, posvečena železnicam.
- Etnološki muzej "Emin Gjiku" v Prištini: Spomenik kulture iz 18. stoletja. V tem muzeju si lahko ogledate starodavna oblačila, orodje, posode, pohištvo in staro orožje.
- Albanska prizrenska liga: Eno najpomembnejših zgodovinskih najdišč na Kosovu. Gre za kompleks štirih stavb, ki so bile popolnoma obnovljene. Predstavlja mesto, kjer so se domoljubi in intelektualci združili, da bi začeli politični, vojaški in kulturni boj proti Osmanskemu cesarstvu, da bi se zavzeli za avtonomno albansko državo.
- Arheološki muzej v Prizrenu: Nekoč je deloval kot turško kopališče. Sedaj je popolnoma obnovljen in poln več kot 800 arheoloških predmetov od antike do 19. stoletja. Stavba služi tudi kot stolp z uro, zgrajen konec 19. stoletja.
- Muzej v Mitrovici

### Narodni muzej Kosova
Muzej je v hiši v avstro-ogrskem slogu in vsebuje več kot 50.000 predmetov, razstavljenih v različnih paviljonih. Tukaj so na ogled tudi eksponati, ki predstavljajo vsakdanje življenje ljudi v različnih regijah. Cilji muzeja so ohranjanje, varovanje in predstavljanje kulturne dediščine Kosova.

### Tradicionalna albanska oblačila
Tradicionalna oblačila na Kosovu zavzemajo posebno mesto v kulturni dediščini Kosova. Bila so doma narejena oblačila ali oblačila obrtnikov, specializiranih za to področje. Tradicionalna oblačila so v veliki meri podobna tradicionalnim albanskim oblačilom, če ne celo vsa enaka. Najprej gre za pokrivalo, volnen stožčast plis za moške in pašnik za ženske, ki je običajne rdeče barve. Plis je bel in v nekaterih regijah ga moški pokrijejo s pašnikom, v regiji Rugova pa z belo bombažno ruto.
V preteklosti so uporabljali okrašene puške, okrašene žepne ure, okrašene škatle za cigarete itd. Danes se plis in tirq nosita v kombinaciji z evropskimi sodobnimi oblačili, ki simbolizirajo nacionalno identiteto. Območje Metohije je značilno po belem šalu, s katerim si pokrivajo glavo, območje Drenice pa označujejo ženske z veliko nakita in tako naprej.
Tradicionalna oblačila so eden glavnih dejavnikov, ki ta narod ločujejo od sosednjih držav. Motive in vzorce na teh oblačilih je mogoče razložiti s prazgodovinsko religijo, kromatično pa obstajajo tri osnovne barve, od katerih je najbolj simbolična rdeča. Na splošno so bila ženska oblačila bolje ohranjena kot moška, saj obstajajo regionalne razlike v načinu nošenja teh tradicionalnih oblačil. Najbolj znana je bila pështjellak, ki je bila sestavljena iz dolge bele srajce in dveh predpasnikov, enega za sprednji in enega za zadnji del. Drug slog oblačil, ki so ga nosile ženske na Kosovu, je xhubleta, valovito krilo z zvonastim vzorcem, ki ga držita dva trakova na ramenih in se nosi čez dolgorokavno belo laneno srajco. Naslednji slog se pogosto imenuje najlepše kosovsko oblačilo. Vešja e Dukagjinit je bila bela bombažna srajca z dolgimi rokavi, robovi pa so bili barvito utelešeni. Zadnji slog za ženske je bil tisti iz južne regije Has. Ta oblačila so bila bolj značilna in jih danes pogosto najdemo, saj so preživela in sprejela spremembe v slogih. Ta videz je sestavljen iz kratke bele srajce in dolge lanene obleke. Moška oblačila so bila simbol lepote. Za razliko od ženskih oblačil so bila moška oblačila bolj uniformirana in so se manj spreminjala od regije do regije. Najbolj priljubljena so bila oblačila tirqi. Videz je bil podoben ženskam z belo srajco in telovnikom, volnene bele hlače, pa so bile strogo značilnost moških.

### Tradicionalna hrana na Kosovu
Najbolj znana in najbolj značilna je flija, ki se pripravlja vse leto, vendar je priljubljena poleti. Kosovska kuhinja se je razvila pod vplivom albanskih, turških, srbskih, hrvaških, grških in italijanskih jedi. Nacionalna hrana Kosova je sirni byrek. Byrek je vrsta pečenega ali polnjenega peciva. Narejen je iz tankega, luskastega testa, znanega kot nadevano testo, in je napolnjen s slanim sirom (pogosto feta), mletim mesom, krompirjem ali drugo zelenjavo. Meso je dobro zastopano v njihovih vsakodnevnih obrokih. Zaradi ostrega celinskega podnebja je zelenjava sezonska, predvsem poleti.

## Nematerialna kultura
Na splošno so Albanci zelo sekularno ljudstvo. Večina Albancev na Kosovu je muslimanskega porekla in na Kosovu je še vedno visok odstotek muslimanov. Po drugi strani pa duhovna kosovska kultura ni zelo pod vplivom vere. Lahko citiramo verz iz pesmi Paška Vase, katoliškega pisatelja iz 19. stoletja, ki je dejal, da je »religija Albancev albanščina« (O moj Shqypni), kar pomeni, da albanska identiteta ne izhaja iz njihove vere. Kar najbolj vpliva na kosovsko-albansko kulturno dediščino, je Kanun - sklop tradicionalnih albanskih običajnih zakonov, ki so usmerjali vse vidike albanske plemenske družbe. Ta sklop zakonov in pravil je bil nekoč ustni in je bil kasneje objavljen. Ker je del njih zelo primitiven, se ne uporabljajo več toliko, vendar so ta pravila velik del kosovske kulturne dediščine.

### Folklora
Kosovo ima dva uradna jezika, albanščino in srbščino. Čeprav imajo močne turške korenine v svoji folklorni glasbi, množica ne govori tekoče turško, turško govorijo le starešine v posvetnih skupinah in občinah. Vpliv Osmanov je imel posreden učinek kulturne in verske identitete, kar je povzročilo gradnjo številnih verskih spomenikov in artefaktov na Kosovu. Več kot 90 % kosovskih Albancev je islamske vere, predvsem zaradi okupacije Osmanskega cesarstva. Poleg turško-versko-strukturnih vplivov so na sedanjo kosovsko kulturo vplivale tudi druge etnične manjšine v regiji, ki so med drugim sestavljale: Rome, Srbe, Bosance, Aškale, Gorane itd. Tako so glasbila, kot je Kemenche in tradicionalni plesi, kot je Hora iz turške kulture, postali simbol kosovske etnične identitete. Podobno je glasbilo, znano kot Čifteli, prav tako pogosto uporabljeno glasbilo na Kosovu, katerega izvor sega v turško kulturo, ki sega v zgodnje Osmansko cesarstvo.

### Religija
Na Kosovu ni uradne religije, čeprav je država pretežno muslimanska, saj je večina Albancev muslimanov. Večina etničnih Srbov prakticira vzhodno pravoslavje.
- Srbski tradicionalni ples (kolo) iz Gnjilana
- Albanski tradicionalni ples
- Peški patriarhat, sedež srbske pravoslavne cerkve od 14. stoletja
- Lahutari - Starec pripoveduje zgodbo

### Ustno izročilo

#### Besa
Besa je znana značilnost vseh Albancev. Predstavlja predvsem »častno besedo« ali »obljubo«.

#### Kanun
Kanun je skupek nepisanih zakonov in pravil, ki so bili objavljeni šele v 20. stoletju. Kanun Lekëja Dukaghinija je sestavljen iz 12 knjig in 1262 členov. To je dvanajst knjig:
1. Cerkev;
2. Družina;
3. Poroka;
4. Hiša, živina in lastnina;
5. Delo;
6. Prenos lastnine;
7. Ustna beseda;
8. Čast;
9. Odškodnina;
10. Zakon o kaznivih dejanjih;
11. Kanun starejših;
12. Izjeme in izjeme.

### Ohranjanje jezika
Albanščina je glavni jezik na Kosovu. Albanščina ima dve glavni narečji: geg (v severnem delu) in tosk (v južnem delu). Albanščina, ki se govori na Kosovu, je veliko bolj podobna geškemu narečju, čeprav je bil standardni albanščini vzpostavljen že zdavnaj na podlagi toskega narečja. Glavni uradni jezik na Kosovu je standardna albanščina. Kljub temu si manjšine na Kosovu še vedno prizadevajo zaščititi svoje jezike.

## Zaščita kulturne dediščine
Zaradi vojn (zlasti nedavne), ki so se odvijale na Kosovu, je bilo veliko spomenikov in drugih kulturnih dobrin Kosova uničenih ali ukradenih. Med konfliktom 1998–1999 je bila poškodovana ali uničena več kot tretjina od 600 mošej na Kosovu. Islamska dediščina Kosova je med »etničnim čiščenjem« utrpela uničujoče dogodke. Korane so našli z iztrganimi stranmi, prekritimi z iztrebki, dragocene zbirke islamskih rokopisov pa so bile sežgane. Med nemiri na Kosovu leta 2004 je organizacija Human Rights Watch ocenila, da je bilo med nemiri leta 2004 požganih ali uničenih 29 srbskih pravoslavnih cerkva in samostanov. UNESCO si v sodelovanju z Misijo Združenih narodov za začasno upravo na Kosovu prizadeva za zaščito kulturne dediščine in je med drugim pomagal pri obnovi samostana Dečani in samostana Gračanica.
O ohranjanju kulturne dediščine je vedno težko razpravljati, saj je vsaka stran v vojnah prispevala k uničenju, namesto da bi ohranila arhitekturo druge etnične skupine. Ohranjanje ostankov in obnova izgubljenih je eden glavnih ciljev Ministrstva za kulturo, mladino in šport. Tudi druge agencije, kot so Ministrstvo za zunanje zadeve, Ministrstvo za okolje in prostor ter številne druge nevladne organizacije, kot sta CHwB in RIC, so namenjene reševanju in ohranjanju oprijemljive in nesnovne kulturne dediščine, ki so jo prizadeli konflikti, zanemarjanje ali človeške in naravne nesreče.
V ta namen je organiziranih veliko projektov, eden od njih pa je letni Tour de Culture, ki privabi veliko ljudi iz številnih držav. Na tem dogodku se promovira veliko spomenikov po vsem Kosovu, zanimivo pa je, da se ves prevoz opravlja s kolesi. Ta projekt organizirata CHwB in UN Habitat in je v preteklih letih dosegel velik uspeh.